# Ivar Claësson
Ivar Wilhelm Claësson, född 2 juli 1892 i Jäder, död 6 juni 1975 i Mariestad, var en svensk målare och fotograf.
Claësson bedrev självstudier i Frankrike. Hans konst består av landskapsmålningar med fjälltrakter som motiv. Claësson var även verksam som fotograf i Eskilstuna.